# 두 남자 (1971년 영화)
"두 남자"는 한국에서 제작된 김기 감독의 1971년 영화이다. 박노식 등이 주연으로 출연하였고 황의식 등이 제작에 참여하였다.

## 출연

### 주연
- 박노식
- 오지명